# Atengo, Hidalgo
Atengo är en ort i Mexiko.   Den ligger i kommunen Tezontepec de Aldama och delstaten Hidalgo, i den sydöstra delen av landet, 90 km norr om huvudstaden Mexico City. Atengo ligger 2 034 meter över havet och antalet invånare är 7 806.
Terrängen runt Atengo är platt åt sydost, men åt nordväst är den kuperad. Runt Atengo är det ganska tätbefolkat, med 214 invånare per kvadratkilometer. Närmaste större samhälle är Tezontepec de Aldama, 5,8 km öster om Atengo. Trakten runt Atengo består till största delen av jordbruksmark.